# Liste der Baudenkmäler in Fürth-Poppenreuth
In der Liste der Baudenkmäler in Poppenreuth sind die Baudenkmäler im Fürther Ortsteil Poppenreuth aufgelistet. Zu diesen Baudenkmälern gibt es auch eine Bildersammlung.
Diese Liste ist eine Teilliste der Liste der Baudenkmäler in Fürth. Grundlage der Liste ist die Bayerische Denkmalliste, die auf Basis des bayerischen Denkmalschutzgesetzes vom 1. Oktober 1973 erstmals erstellt wurde und seither durch das Bayerische Landesamt für Denkmalpflege geführt und aktualisiert wird. Die folgenden Angaben ersetzen nicht die rechtsverbindliche Auskunft der Denkmalschutzbehörde.

## Ensemble Ortskern Poppenreuth
Aktennummer E-5-63-000-8
Das Ensemble umfasst den Kern des Straßendorfes Poppenreuth und dessen Hauptachse, die von ein- bis zweigeschossigen Giebelhäusern samt ihren Hofmauern eingeschlossen wird.
Das als Rodungsdorf entstandene Poppenreuth (Poppo als Personenname, -reuth als Rodungsname, also Rodung des Poppo) gehörte vermutlich zur Königsmark Fürth, im 12. Jahrhundert war es staufisches Haus- bzw. Königsgut. 1504 wird Poppenreuth als ein Pfarrdorf bezeichnet, das nürnbergisch und dompropstisch-bambergisch ist, womit die Herrschaftsverhältnisse bis ins Spätmittelalter angedeutet sind.
1900 wurde es nach Fürth eingemeindet. Das Dorf hat trotzdem seinen Dorfcharakter bewahren können, was insbesondere durch den geschichtlichen und monumentalen Schwerpunkt von Pfarrkirche, Pfarrhof und dem sogenannten Markthaus mit Hof geschieht. Die evangelisch-lutherische Pfarrkirche St. Peter und Paul lässt auch im heutigen Ortsbild ihre ursprüngliche Randlage noch erkennen und ist von einem ummauerten Kirchhof umgeben; sie ist als eine der ältesten Kirchen im Knoblauchsland ehemalige Mutterpfarrei von St. Sebald in Nürnberg. Gegenüber steht das Pfarrhaus, ein massiver Walmdachbau von 1707 mit Grundstücksummauerung von 1765. Mit dem sogenannten Markthaus samt seinem stattlichen, massiven Scheunenbau, ebenfalls in nächster Nähe zur Kirche, und anderen Wohnstallhäusern hat sich ein dichter Denkmälerbestand im Ortskern erhalten. Den rückwärtigen Abschluss der Hofstellen bilden Ökonomiegebäude des 18. bis späten 19. Jahrhunderts. Den westlichen Blickpunkt und Abschluss des Ensembles bildet die Fachwerkscheune Poppenreuther Straße 119, vor der die Straße südlich ausweicht.
Zum Ensemble gehören unter anderem die im folgenden Abschnitt aufgelisteten Einzeldenkmäler in der Poppenreuther Straße.

## Baudenkmäler nach Straßen
| Lage                                      | Objekt                                                 | Beschreibung | Akten-Nr.                | Bild                |
| ----------------------------------------- | ------------------------------------------------------ | --- | ------------------------ | ------------------- |
| Kreuzsteinweg (Standort)                  | Steinkreuz und Ruhstein                                | Steinkreuz, Sandstein, mit gestuften Armstützen, daneben Ruhstein, vermutlich 16. Jahrhundert | D-5-63-000-1539 Wikidata | weitere Bilder      |
| Poppenreuther Straße (Standort)           | Scheune                                                | Erdgeschossiger Satteldachbau in Fachwerk mit massiver Westseite in Sandstein mit erneuertem Ziegelsteingiebel, 18. Jahrhundert | D-5-63-000-1528 Wikidata | weitere Bilder      |
| Poppenreuther Straße 120 (Standort)       | Ehemaliger Bauernhof                                   | Bauernhaus, erdgeschossiger, giebelständiger Sandsteinquaderbau mit Satteldach, eckigen Voluten und Kugelaufsätzen am Giebel, 18./19. Jahrhundert; ehemaliger Wirtschaftstrakt, rechtwinklig an das Bauernhaus angeschlossen, erdgeschossiger teils verputzter Sandsteinbau mit Satteldach, gleichzeitig | D-5-63-000-1529 Wikidata | weitere Bilder      |
| Poppenreuther Straße 126 (Standort)       | Wohnstallhaus                                          | Erdgeschossiger, giebelständiger Sandsteinquaderbau mit Satteldach und Eckvoluten und Vasenbekrönung am Giebel, um 1800 | D-5-63-000-1530 Wikidata | Wohnstallhaus       |
| Poppenreuther Straße 130 (Standort)       | Wohnstallhaus                                          | Erdgeschossiger, giebelständiger Sandsteinquaderbau mit Satteldach, um 1800, am Straßengiebel bezeichnet „1857“; Einfriedung, Sandsteinquadermauer mit profilierten Decksteinen und Gittertor, Hofmauer wohl 19. Jahrhundert, Gittertor um 1900 | D-5-63-000-1531 Wikidata | weitere Bilder      |
| Poppenreuther Straße 133 (Standort)       | Wohnhaus                                               | Zweigeschossiger Sandsteinquaderbau mit Walmdach, doppeltem Gurtgesims und hölzernem Traufgesims, klassizistisch, frühes 19. Jahrhundert | D-5-63-000-1532 Wikidata | weitere Bilder      |
| Poppenreuther Straße 134 / 136 (Standort) | Evangelisch-Lutherisches Pfarrhaus                     | Freistehender, zweigeschossiger Walmdachbau mit Sandsteinerdgeschoss, verputztem Obergeschoss und verputztem Fachwerk-Zwerchhaus, von Wilhelm Adam Trambauer und Johann Schwenzel, modern bezeichnet 1707, im Kern älter (Wetterfahne bezeichnet „1661“); Nebengebäude, erdgeschossiger Backsteinbau mit Satteldach, wohl letztes Viertel 19. Jahrhundert; Gartenhaus, erdgeschossiger, oktogonaler Fachwerkbau mit Zeltdach, 1763; Gartenportal, vasenbekrönte Sandsteinpfeiler mit seitlichen Voluten, Mitte 18. Jahrhundert; Einfriedung, Sandsteinquadermauer mit profilierten Decksteinen, Eingang und Einfahrt mit Kugelbekrönungen, 1765                                         | D-5-63-000-1533          | weitere Bilder      |
| Poppenreuther Straße 139 (Standort)       | Ehemaliger Bauernhof                                   | Wohnstallhaus, erdgeschossiger Sandsteinquaderbau mit Satteldach und neugotischen Motiven am Giebel, bezeichnet „1856“; Nebengebäude, rechtwinklig an das Wohnstallhaus angebaut, erdgeschossiger, teils verputzter Sandsteinquaderbau mit Satteldach, neugotischen Motiven am Giebel und Fachwerkanbau mit Pultdach, bezeichnet „1858“; sogenanntes Markthaus, ehemaliges Wirtschaftsgebäude oder Tagelöhnerhaus, kleiner, erdgeschossiger und traufseitiger Fachwerkbau mit Satteldach, bezeichnet „1738“; Scheune, giebelständiger Sandsteinquaderbau mit Satteldach, Gesimsteilung und eckigen Voluten, bezeichnet „1837“; Einfriedung, Sandsteinquadermauer, Mitte 19. Jahrhundert | D-5-63-000-1534 Wikidata | weitere Bilder      |
| Poppenreuther Straße 141 (Standort)       | Evangelisch-Lutherische Pfarrkirche St. Peter und Paul | Teils verputzter Sandsteinquaderbau mit Satteldach, quadratischem Westturm mit Spitzhelm und polygonalem Chor, Saalkirche mit flacher Balkendecke, dreiseitig umlaufenden, doppelten Emporen und eingezogenem Chor mit Kreuzrippengewölbe, Langhaus im Kern spätmittelalterlich, nach 1522 erneuert, 1859/60 erhöht und umgebaut, Chor bezeichnet 1522, Turm 15. Jahrhundert; mit Ausstattung; Kirchhofmauer im Süden, Westen und zum Teil an der Ostseite des Berings, Sandsteinquadermauer, spätmittelalterlich | D-5-63-000-1535 Wikidata | weitere Bilder      |
| Poppenreuther Straße 144 (Standort)       | Ehemaliger Gasthof                                     | Zweigeschossiger Putzbau mit Mansardwalmdach, Ecklisenen und Dachgauben, zweites Viertel oder Mitte 18. Jahrhundert | D-5-63-000-1536 Wikidata | Ehemaliger Gasthof  |
| Poppenreuther Straße 145 (Standort)       | Ehemaliges Gasthaus                                    | Zweigeschossiger, giebelständiger Satteldachbau mit Sandsteinfassade mit Eckvoluten und Kugelaufsatz, traufseitig mit Fachwerkobergeschoss und Fachwerkzwerchhaus, frühes 18. Jahrhundert | D-5-63-000-1537 Wikidata | Ehemaliges Gasthaus |
| Schneegasse 27 (Standort)                 | Friedhof Poppenreuth                                   | Rechteckige Anlage mit Grabstätten des 19./20. Jahrhunderts, 1871 angelegt; Leichenhalle, erdgeschossiger, traufseitiger Sandsteinquaderbau mit Satteldach, Mittelrisalit mit Zwerchhaus mit neugotischem Blendmaßwerk, Glockentürmchen und Vordach auf Gusseisensäulen, von Friedrich Wilhelm Wanderer, bezeichnet „1891“; Friedhofseinfriedung, Sandsteinquadermauer und Eisentor, um 1871 | D-5-63-000-1538 Wikidata | weitere Bilder      |